# Узенгија
Узенгија или стремен је оквир или прстен, најчешће повезан кожним ременом за седло и служи јахачу као ослонац на ногама, приликом јахања, пењања на коња, као и за помоћ у одржавању равнотеже. Узенгије су обично упарене и користе се за помоћ при узјахивању и као ослонац приликом коришћења животиње за јахање (обично коња или другог припадника Equinae, као што је мазга). Оне у великој мери повећавају способност јахача да остане у седлу и контролише коња, повећавајући корисност животиње за људе у областима као што су комуникација, транспорт и ратовање.
Први узенгијама слични уређаји потичу из Индије и ту се радило о једноставном оквиру од коже у које је јахач ставио врх ноге. Данашње узенгије потичу из скиталачких племена из северне Кине. Узенгије су уобичајене је за коње али се користе за било коју зауздану животињу коју људи јашу. Узенгије значајно олашавају управљање животињом и стабилност у седлу јер представљају стабилан ослонац за ноге јахача. Узенгија је измишљена у Кини у првих неколико векова нове ере и проширила се на запад кроз номадске народе Централне Евроазије. Употреба упарених узенгија приписује се кинеској династији Ђин и дошла је у Европу током средњег века. Неки тврде да је узенгија била једно од основних оруђа коришћених за стварање и ширење модерне цивилизације, вероватно једнако важно као точак или штампарска машина.

## Историја
Узенгија, која даје већу стабилност јахачу, описана је као један од најзначајнијих изума у историји ратовања, пре барута. Као оруђе које омогућава проширену употребу коња у рату, узенгија се често назива трећим револуционарним кораком у опреми, после кочије и седла. Основну тактику коњичког ратовања значајно је изменила узенгија. Мања је вероватноћа да ће јахач подржан узенгијама пасти током борбе и могао је задати ударац оружјем које је потпуније користило тежину и замах коња и јахача. Између осталих предности, узенгије су пружале већу равнотежу и подршку јахачу, што је омогућавало витезу да ефикасније користи мач без пада, посебно против пешадијских противника. Супротно уобичајеном модерном веровању, међутим, тврдило се да узенгије заправо нису омогућиле коњанику да ефикасније користи копље (катафракти су користили копље од антике), мада укошено седло јесте.

### Прекурсори
Проналазак стремена догодио се релативно касно у историји, с обзиром на то да су коњи припитомљени око 4000. године пре нове ере, а најранија позната опрема налик на седло су биле тканине са ресама или подлоге за груди и крупери које је користила асирска коњица око 700. године п. н. е..
Најранији ослонац за стопало била је петља за ножни прст која је држала палац и коришћена је у Индији крајем другог века пре нове ере, иако се можда појавила већ 500. године п. н. е.. Овај древни ослонац за стопало састојао се од петље за палац који се налазио на дну седла направљеног од влакана или коже. Таква конфигурација је била погодна за топлу климу јужне и централне Индије где су људи некада боси јахали коње. Будистичке резбарије у храмовима Санчија, Матура и пећина Баја које датирају између 1. и 2. века пре нове ере приказују коњанике који јашу са сложеним седлима са прстима који су клизили испод обруча. С тим у вези, археолог Џон Маршал је описао рељеф Санчија као „најранији пример употребе узенгија у било ком делу света од неких пет векова“.
Пар двоструко савијених гвоздених шипки из првог века пре нове ере, дужине приближно 17 cm, са закривљеним крајевима, ископаних из гроба близу Џунапанија, у централној индијској држави Мадја Прадеш, претпостављени су или као узенгије пуне ноге или узде.
Неки сматрају да је номадска централноазијска група позната као Сармати развила прве узенгије.
Проналазак чврстог седла омогућио је развој праве узенгије каква је данас позната. Без чврстог дрвета, тежина јахача у стременима ствара абнормалне тачке притиска који узрокује болове у леђима коња. Модерне термографске студије о дизајну седла без дрвета и флексибилног дрвета су откриле да постоји значајно трење преко средишње линије леђа коња. Новчић Квинта Лабијена, који је био у употреби Партије, кован око 39. п. н. е., приказује на својој полеђини оседланог коња са висећим предметима. Смит сугерише да су то тканине за привеске, док Тајер сугерише да су, с обзиром на то да су Парти били познати по стрељаштву на коњу, ти предмети узенгија, али додаје да је тешко замислити зашто Римљани никада нису усвојили ту технологију.
У Азији су рана седла од пуног дрвета била направљена од филца који је покривао дрвени оквир. Ови дизајни датирају из отприлике 200. године пре нове ере. Једно од најранијих седла од пуног дрвета на западу први пут су користили Римљани још у 1. веку пре нове ере, али ни овај дизајн није имао узенгије.

### Кина и Кореја
Претпоставља се да су узенгије можда коришћене у Кини још за време династије Хан (206. п. н. е. – 220. године). Парне узенгије су измишљене у Кини током династије Ђин почетком 4. века нове ере. Погребна фигура која приказује стремен из 302. године нове ере откривена је из гробнице династије Западни Ђин у близини Чангше. Приказана узенгија је подесна за узјахивање, постављена само на једној страни коња и прекратка за јахање. Најранији поуздани приказ двостраног стремена за јахање пуне дужине такође је откривен из гробнице Ђин, овога пута у близини Нанкинга, која датира из периода Источног Ђина, 322. године. Најраније постојеће двоструке узенгије откривене су у гробници племића из Северног Јана, Фенг Суфа, који је умро 415. године. Узенгије су такође пронађене у гробницама Гогуриео које датирају из 4. и 5. века нове ере, али оне не садрже никакав конкретан датум. Сматра се да је узенгија била у широкој употреби широм Кине до 477. године нове ере.
Појава стремена у Кини поклопила се са порастом тешке оклопне коњице у региону. Датирана из 357. године, гробница Донг Шоуа приказује потпуно оклопљене јахаче као и коње. Референце о „гвозденој коњици“ и „гвозденом коњу“ почеле су да се појављују у исто време, а забележени су и примери заробљених коњских оклопа у броју од 5.000 до 10.000. Поред стремена, Фенг Суфуова гробница је садржала и гвоздене плоче за ламеларне оклопе. Оклопна тешка коњица ће доминирати кинеским ратовањем од 4. века нове ере до ране династије Танг када је војска прешла на лаку коњицу. Теорија А. фон Ле Куа о проналаску узенгија је да је то била справа коју су направили јахачи да би јахање учинили мање заморним, или они који нису навикли да јашу, да би стекли неопходне вештине како би се супротставили својим противницима.
Најранији кинески приказ стремена потиче из гробне фигуре из Јужне Кине која датира из 302. године нове ере, али ово је узенгија која је вероватно коришћена само за узјахивање коња. Најранија фигура са два стремена вероватно потиче из око 322. године, а први стварни примерци узенгија који се могу прецизно и поуздано датирати потичу из јужно манџурске сахране из 415. године. Међутим, узенгије су пронађене и у неколико других гробница у Северној Кини и Манџурији које највероватније потичу из четвртог века. Већина ових раних узенгија у североисточној Азији била је овалног облика и направљена од гвожђа, понекад чврста, а понекад нанесена преко дрвеног језгра, и овај облик ће остати у употреби много векова након тога.— Дејвид Граф
- Узенгија династије Хан.
- Ханска узенгија
- Погребна фигура са стременом, датирана на 302. годину, откривена је у близини Чангше.
- Фигура коња са стременом, Западни Ђин
- Најраније сачуване двоструке узенгије, из гробнице Фенг Суфуа, Хан кинеског племића из династије Северни Јан, 415. године. Откривен у Бејпјау, Љаонинг.
- Гвоздене узенгије, Гаја конфедерација